# Mustapha Chadili
Mustapha Chadili (Casablanca, 14 febbraio 1973) è un ex calciatore marocchino, portiere.

## Palmarès

### Club

#### Competizioni nazionali
- Campionato marocchino: 7

Raja Casablanca: 1995-1996, 1996-1997, 1997-1998, 1998-1999, 1999-2000, 2000-2001, 2003-2004
- Coppa del Marocco: 4

Raja Casablanca: 1995-1996, 2001-2002, 2004-2005
FAR Rabat: 2008-2009

#### Competizioni internazionali
- CAF Champions League: 2

Raja Casablanca: 1997, 1999
- Coppa dei Campioni afro-asiatica: 1

Raja Casablanca: 1998
- Supercoppa CAF: 1

Raja Casablanca: 1999
- Coppa CAF: 1

Raja Casablanca: 2003
- Coppa dei Campioni araba per club: 1

Raja Casablanca: 2005